# Ilúvatar
Ilúvatar (del quenya ilúvë, ‘todo’ y atar, ‘padre’) es un personaje mencionado en el legendarium de J. R. R. Tolkien como el creador del Universo (Eä); es llamado Eru (‘el único’) por los elfos. Eru Ilúvatar es una entidad trascendental, por encima de las razas que pueblan el mundo, ya que se se trata, en efecto, de la representación literaria de Dios, entendido según el monoteísmo abrahámico. Tolkien, según el mismo lo consignó en sus cartas, no consideraba a este personaje como una divinidad inventada, sino como una imagen mítica, pero no alegórica, del Dios cristiano.

## Ilúvatar en la obra de Tolkien

### Creación
Según el relato Ainulindalë, escrito por John R. R. Tolkien y editado por su hijo Christopher, en el comienzo de los tiempos, Ilúvatar creó a los Ainur, seres espirituales originados a partir de su pensamiento; los instruyó en música y luego les pidió que cantaran una gran canción llamada, precisamente: Ainulindalë o Música de los Ainur. Terminada este, Ilúvatar mostró a los Ainur una visión que él mismo produjo a partir de la música que ellos habían ejecutado; los Ainur la contemplaron maravillados y, cuando se apagó, quisieron hacerla realidad. Por lo tanto, Eru le dio ser a las cosas que habían formado parte de aquella y así creó Eä, «El Mundo que Es», por medio del poder de la Llama Imperecedera.
Los Ainur que así lo decidieron (quienes luego serían llamados Valar y Maiar), entraron en Eä, le dieron forma y crearon Arda, la Tierra. Según los designios de Ilúvatar, esta debía ser, en un tiempo futuro, la habitación de sus hijos: elfos y hombres, en cuya creación no intervino ninguno de los Ainur, sino solamente Eru; de la misma manera, aunque los enanos fueron creados materialmente por el Vala Aulë, fue Ilúvatar quien les dio vida y los adoptó como sus hijos.

### Intervenciones de Ilúvatar en Arda
Aparte de la creación de Eä y el despertar de sus hijos, pocas fueron las intervenciones directas de Ilúvatar en el mundo, que más bien era administrado por los Valar, en particular por Manwë, quien podía mantener con Eru una comunicación directa.
Durante la Primera Edad del Sol, Ilúvatar intervino para permitirle a Beren regresar a la vida, así como para cambiar el destino élfico de Lúthien por el destino mortal de los hombres. En el relato Athrabeth Finrod ah Andreth, el elfo Finrod menciona que solo Eru podría llevar a cabo el plan de salvación que algunos hombres sabios le atribuyen.
Según la narración Akallabêth, los númenóreanos adoraban a Eru Ilúvatar en el monte Meneltarma en tres fechas importantes del año. El culto, único mencionado en los escritos de Tolkien, fue abandonado cuando, desesperados por la idea de la inevitabilidad de la muerte, cayeron bajo el engaño de Sauron, quien los convenció de adorar a Melkor. Al final del mismo relato, se narra que Eru Ilúvatar interviene en favor de los Valar para destruir la flota del rey Ar-Pharazôn, destinada a la conquista del Reino Bendecido. En el mismo acto, Eru hunde la isla de Númenor y da forma esférica a Arda, con lo cual las Tierras Imperecederas quedan fuera de los círculos del mundo.
En las obras más conocidas de Tolkien, aquellas publicadas durante su vida: El hobbit y El Señor de los Anillos, Eru Ilúvatar no es mencionado expresamente. Se alude a él, sin embargo, en el relato de la resurrección de Gandalf, muerto en la lucha contra el Balrog; se supone que el propio Eru intervino para enviarlo de regreso a la Tierra Media. En una carta, Tolkien destaca que "el Único" interviene activamente en el mundo y apunta como un testimonio de esta convicción el comentario de Gandalf a Frodo: « Bilbo estaba destinado a encontrar el Anillo».

### Última intervención
En el legendarium se menciona una última batalla en Arda, la Dagor Dagorath, después de la cual vendrá el fin del Mundo y el día del Juicio. En ese tiempo Ilúvatar dispondrá que se ejecute una nueva Gran Música, en la cual participarán no solo los Ainur, sino también sus hijos, los elfos, los enanos y los hombres. En esta música no habrá ninguna discordancia —como sí la hubo en la anterior a causa del malvado Melkor y sus seguidores— y de esa forma llegará a ser sanada Arda, dejándola sin mácula alguna.

## Inspiración y desarrollo
En versiones anteriores del legendarium, el nombre de Ilúvatar significaba "padre por siempre" (en El Libro de los Cuentos Perdidos); luego pasó a significar "padre en el cielo" (Sky-father, en inglés), pero estas etimologías fueron abandonadas por Tolkien en las revisiones posteriores.